# 志文駅
志文駅（しぶんえき）は、北海道岩見沢市志文本町（ほんちょう）1条4丁目にある北海道旅客鉄道（JR北海道）室蘭本線の駅である。電報略号はフン。事務管理コードは▲130337。
かつては万字線の分岐駅であった。

## 歴史
- 1902年（明治35年）8月1日：北海道炭礦鉄道の貨物駅として開業。
- 1903年（明治36年）4月21日：旅客・荷物取扱い開始[5]。
- 1906年（明治39年）10月1日：北海道炭礦鉄道の鉄道路線国有化により、官設鉄道に移管[1]。
- 1914年（大正3年）11月11日：万字軽便線が当駅から万字炭山まで開業（万字軽便線全通）[6]。
- 1922年（大正11年）9月2日：万字軽便線が万字線と改称[7]。
- 1961年（昭和36年）10月1日：岩見沢-志文間線路容量不足解消のため、別線を増設、使用開始。
- 1962年（昭和37年）1月15日：貨物取扱い廃止[1]。
- 1980年（昭和55年）5月15日：業務委託駅となる[8]。
- 1984年（昭和59年）
  - 2月1日：荷物取扱い廃止[1]。
  - 3月31日：駅員無配置駅となる[2]。
- 1985年（昭和60年）4月1日：万字線全線が廃止[3]。
- 1987年（昭和62年）4月1日：国鉄分割民営化により、JR北海道に継承[1]。
- 1988年（昭和63年）：現在の駅舎が竣工する。

### 駅名の由来
所在地名より。アイヌ語の「スプンペッ（supun-pet）」（ウグイ・川）から。

## 駅構造
- 島式ホーム2面4線のうち万字線廃止にあたり外側の2線を撤去して出来た相対式ホーム2面2線の地上駅である。
- 現在の1番ホーム、2番ホームは万字線廃止以前はそれぞれ2番ホーム、3番ホームとなっていた。（万字線のりばが1番ホームであり、現在の駅舎がある位置にあった）
- 岩見沢駅管理の無人駅。
- 古くからの駅舎はすでに撤去されており現在は簡便なものが建っている。

### のりば
| 番線 | 路線      | 方向 | 行先             |
| ---- | --------- | ---- | ---------------- |
| 1    | ■室蘭本線 | 上り | 苫小牧・糸井方面 |
| 2    | ■室蘭本線 | 下り | 岩見沢方面       |

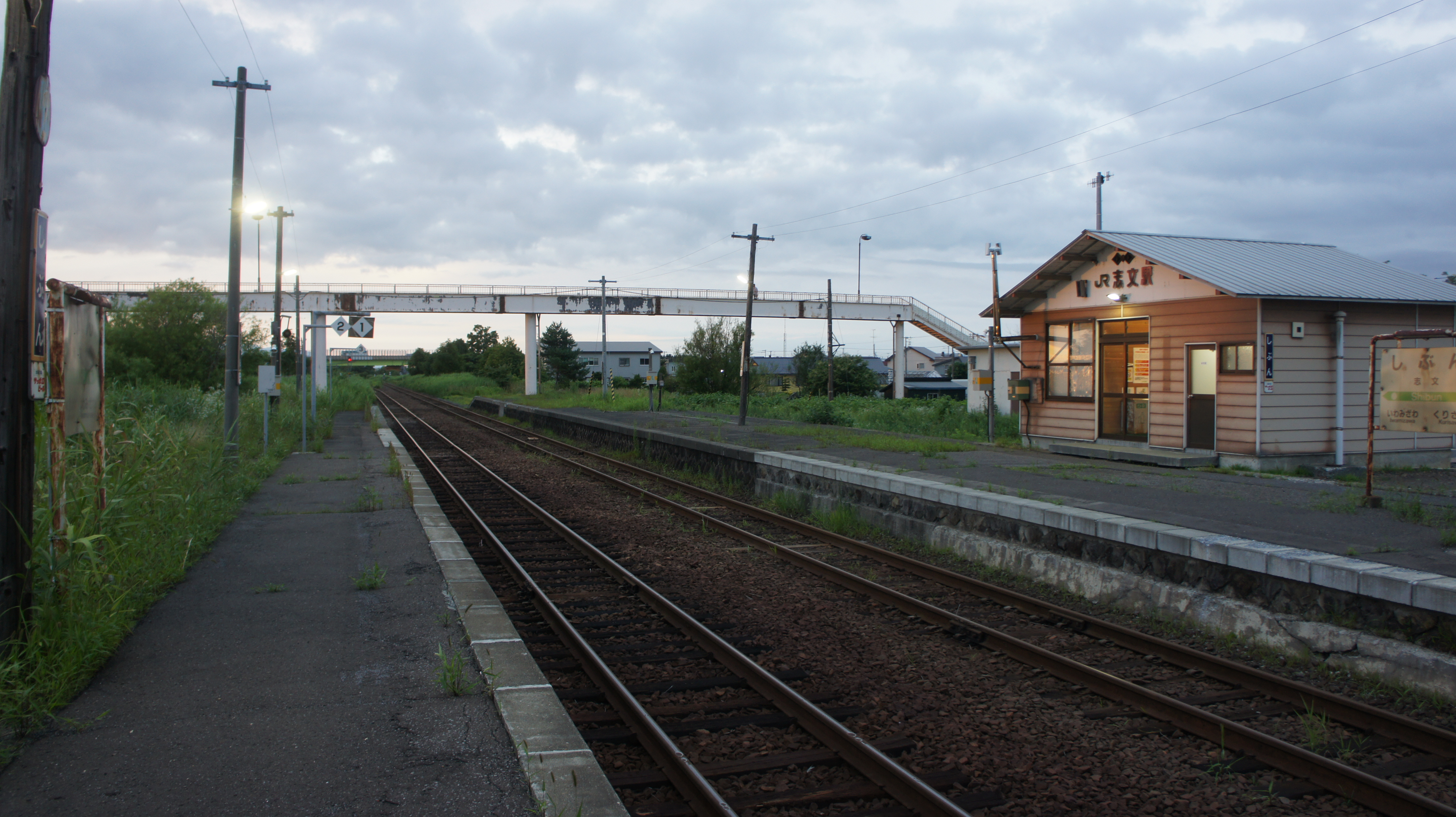
ホーム（2017年7月）
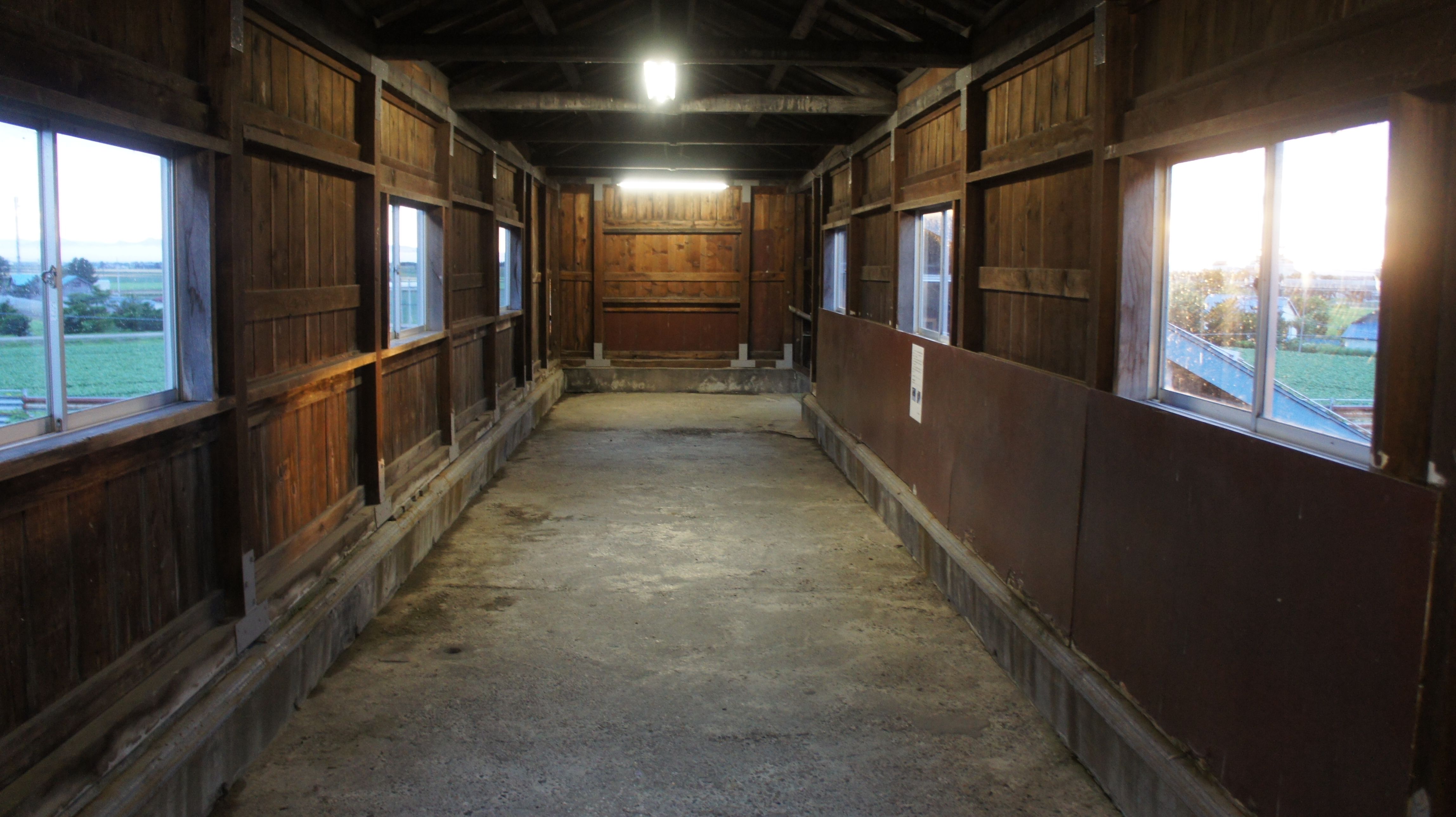
跨線橋（2017年7月）
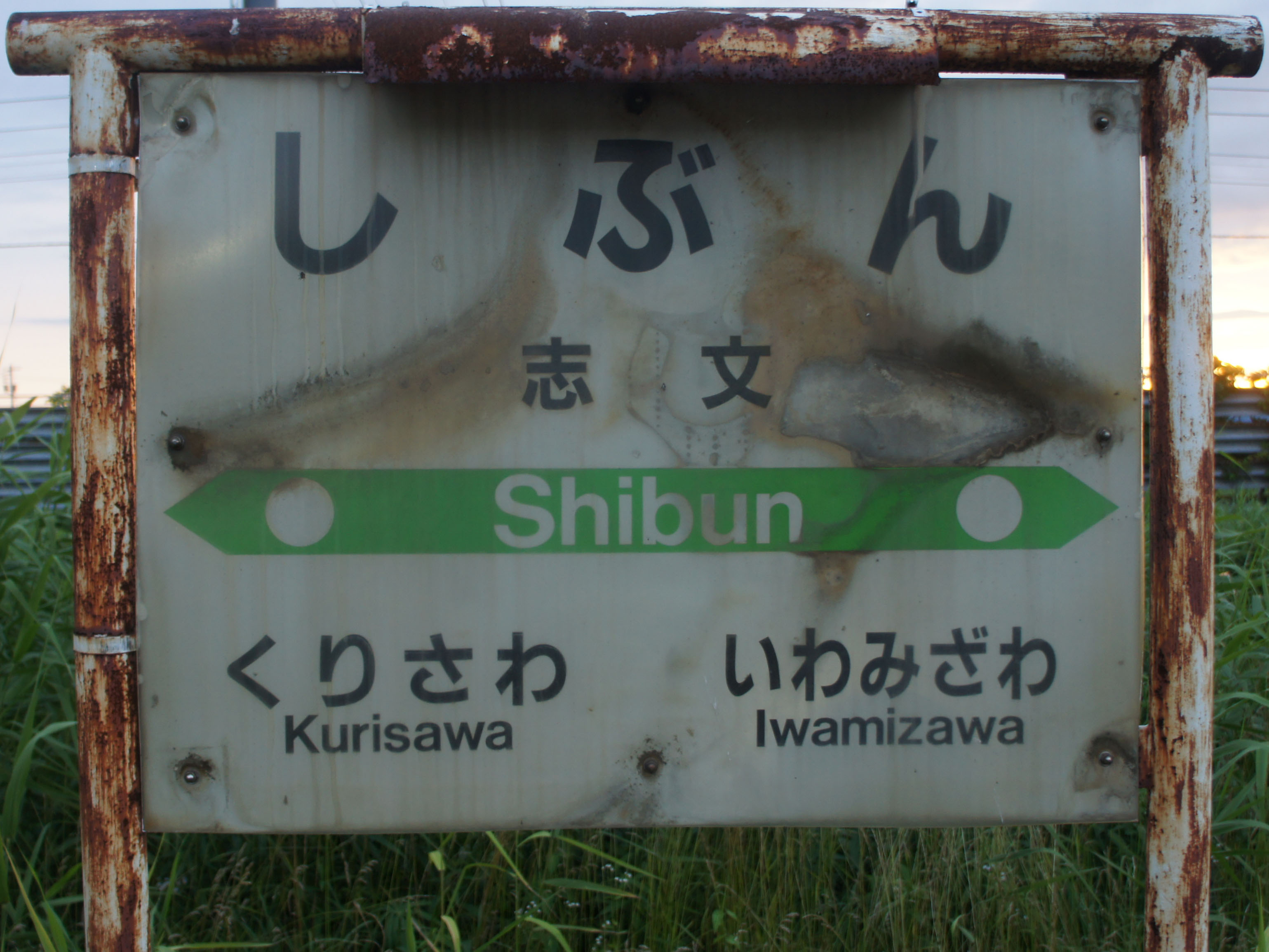
駅名標（2017年7月）

## 利用状況
乗車人員の推移は以下のとおり。年間の値のみ判明している年については、当該年度の日数で除した値を括弧書きで1日平均欄に示す。乗降人員のみが判明している場合は、1/2した値を括弧書きで記した。また、「JR調査」については、当該の年度を最終年とする過去5年間の各調査日における平均である。
| 年度               | 乗車人員 | 乗車人員 | 乗車人員 | 出典       | 備考 |
| 年度               | 年間     | 1日平均  | JR調査   | 出典       | 備考 |
| ------------------ | -------- | -------- | -------- | ---------- | ---- |
| 2016年（平成28年） |          |          | 14.6     | [ JR北 2 ] |      |
| 2017年（平成29年） |          |          | 15.0     | [ JR北 3 ] |      |
| 2018年（平成30年） |          |          | 13.6     | [ JR北 4 ] |      |
| 2019年（令和元年） |          |          | 12.6     | [ JR北 5 ] |      |
| 2020年（令和02年） |          |          | 13.6     | [ JR北 6 ] |      |
| 2021年（令和03年） |          |          | 11.2     | [ JR北 7 ] |      |
| 2022年（令和04年） |          |          | 9.6      | [ JR北 8 ] |      |
| 2023年（令和05年） |          |          | 9.8      | [ JR北 9 ] |      |

## 駅周辺
駅舎のある東側は住宅地や工業団地が開発された一方、線路を挟んだ西側は完全な田園地帯である。
- 北海道道1139号栗沢工業団地大和線
- 岩見沢警察署志文駐在所
- 岩見沢志文郵便局
- 岩見沢市立志文小学校
- 北海道中央バス（岩見沢営業所）「志文市街」停留所[10]

## その他
- 有人駅時代の1982年夏頃から翌年にかけ、「志文」という駅名が「大志ある若者よ、文は人なり」のことわざに通じる事から縁起をかついで全国の乗車券マニアや受験生が相次いで志文駅の入場券や乗車券を購入し入場券売上が通常月30-40枚程度から一日30-40枚の売上を見せ万字線廃線が近くなるにつれ売れ行きが上昇し本州からも入場券購入希望の手紙が寄せられる盛況を見せた[11]。

## 隣の駅
北海道旅客鉄道（JR北海道）
室蘭本線
栗沢駅 - 志文駅 - 岩見沢駅 (A13)

### JR北海道
1. ↑  線区別のご利用状況
2. ↑  「■室蘭線(沼ノ端・岩見沢間)」『駅別乗車人員  特定日調査（平日）に基づく』（PDF）（レポート）北海道旅客鉄道、2017年12月8日、8頁。オリジナルの2021年3月4日時点におけるアーカイブ。2025年6月19日閲覧。
3. ↑  「■室蘭線(沼ノ端・岩見沢間)」『駅別乗車人員  特定日調査（平日）に基づく』（PDF）（レポート）北海道旅客鉄道、2018年7月2日、8頁。オリジナルの2021年3月4日時点におけるアーカイブ。2025年6月19日閲覧。
4. ↑  「■室蘭線(沼ノ端・岩見沢間)」『駅別乗車人員  特定日調査（平日）に基づく』（PDF）（レポート）北海道旅客鉄道、2019年10月18日、8頁。オリジナルの2021年3月4日時点におけるアーカイブ。2025年6月19日閲覧。
5. ↑  「■室蘭線(沼ノ端・岩見沢間)」『駅別乗車人員  特定日調査（平日）に基づく』（PDF）（レポート）北海道旅客鉄道、2020年10月30日、8頁。オリジナルの2022年1月30日時点におけるアーカイブ。2025年6月19日閲覧。
6. ↑  「■室蘭線(沼ノ端・岩見沢間)」『駅別乗車人員  特定日調査（平日）に基づく』（PDF）（レポート）北海道旅客鉄道、7頁。オリジナルの2023年5月11日時点におけるアーカイブ。2025年6月19日閲覧。
7. ↑  「■室蘭線(沼ノ端・岩見沢間)」『駅別乗車人員  特定日調査（平日）に基づく』（PDF）（レポート）北海道旅客鉄道、7頁。オリジナルの2022年9月3日時点におけるアーカイブ。2022年9月3日閲覧。
8. ↑  「■室蘭線(沼ノ端・岩見沢間)」『駅別乗車人員  特定日調査（平日）に基づく』（PDF）（レポート）北海道旅客鉄道、7頁。オリジナルの2023年11月10日時点におけるアーカイブ。2023年11月10日閲覧。
9. ↑  「■室蘭線(沼ノ端・岩見沢間)」『駅別乗車人員  特定日調査（平日）に基づく』（PDF）（レポート）北海道旅客鉄道、2024年、7頁。オリジナルの2024年11月25日時点におけるアーカイブ。2024年9月9日閲覧。